# Leptomantella lactea
Leptomantella lactea är en bönsyrseart som beskrevs av Henri Saussure 1870. Leptomantella lactea ingår i släktet Leptomantella och familjen Tarachodidae. Inga underarter finns listade i Catalogue of Life.